# Desjardins sécurité financière
Pour les articles homonymes, voir Desjardins.
Desjardins Sécurité financière (DSF) est une composante du Mouvement des caisses Desjardins, le plus important groupe financier intégré de nature coopérative au Canada. Leur siège social est situé à Lévis, au Québec. DSF a des bureaux dans plusieurs villes canadiennes, dont Vancouver, Calgary, Winnipeg, Toronto, Ottawa, Montréal, Québec, Halifax et St. John's.
Spécialisée en assurance-vie, en assurance-santé et en épargne retraite, tant individuelles que collectives, l'entreprise  gère et administre un actif de plus de 100 milliards de dollars. Elle emploie plus de 4 000 personnes et compte plus de 5 millions de Canadiens parmi ses assurés.
Desjardins Sécurité Financière est au 5e rang des assureurs de personnes au Canada et au 2e rang au Québec pour ce qui est des primes souscrites. En 2017, la compagnie enregistrait un record de croissance, soit de 12,5 % depuis 2015.
La compagnie opère sous le nom de Desjardins Financial Security dans les provinces canadiennes anglophones.

## À propos
DSF offre des assurances individuelles ou collectives, mais également des assurances pour entreprises. Ils ont été les pionniers au Québec de la caissassurance, un service où les clients peuvent rencontrer un conseiller en sécurité financière au sein même des caisses Desjardins afin de souscrire à des produits d'assurances directement sur place (ce qui est possible depuis la Loi québécoise sur la distribution de produits et services financiers).

## Historique
Desjardins Assurance Vie a été fondée en 1948; au départ, ils offraient uniquement des produits d'assurance vie, mais ont rapidement élargi leur offre pour englober des produits d'assurance de groupe, d'épargne retraite, ainsi que d'autres produits comme des assurances familiales, des assurances prêts, des assurances accident pour écoliers et des assurances vie-épargne.
En 1962, ils deviennent la plus grande compagnie d'assurance-vie à ce moment au Québec, grâce à l'acquisition de La Sauvegarde.
C'est en 2002 que Desjardins Assurance Vie devient Desjardins Sécurité financière, à la suite de plusieurs fusions et acquisitions avec d'autres compagnies et leurs portfolios. En 2009, avec la restructuration de la structure organisationnelle, DSF (à l'instar des autres filiales) perd de son autonomie et est incorporée aux opérations et fonctions corporatives du Mouvement Desjardins, afin de renforcer la cohésion et l'efficacité de la compagnie.
En 2014, le Mouvement Desjardins achète StateFarm, une compagnie américaine d'assurance ayant des actifs au Canada, et intègre ses opérations en matière d'assurance vie. Avec cette acquisition, DSF double son volume de primes et devient la quatrième plus grande compagnie d'assurance vie et santé au Canada.
Sans cesse en développement, Desjardins Sécurité Financière a commencé en 2018 à viser quatre nouveaux secteurs d'acquisition: les assurances de dommage, la gestion de patrimoine, le monde du paiement ainsi que la technologie financière.

### Faits saillants[sourceinsuffisante][12]
- 1948 : Fondation de l'Assurance-vie Desjardins
- 1952 : Premiers régimes de retraite et d'assurance collective pour les employés du Mouvement Desjardins
- 1953 : Création de l'Assurance familiale
- 1954 : Lancement de l'Assurance vie-épargne et de l'Assurance prêt
- 1955 : Établissement des premiers régimes d'assurance collective à l'extérieur du réseau des caisses
- 1958 : Lancement de l'Assurance accident pour les écoliers (devenue Accirance en 1968)
- 1978 : Lancement de l'Assurance populaire Desjardins
- 1989 : Acquisition de la Compagnie d'assurance vie Laurier
- 1990 : Fusion de l'Assurance-vie Desjardins et de La Sauvegarde
- 1992 : Acquisition des portefeuilles d'assurance individuelle, collective et  accident de la compagnie Les Coopérants
- 1994 : Intégration du portefeuille d'assurance de personnes du Groupe La Laurentienne et de sa filiale, L'Impériale
- 1994 : Passage de l'Assurance-vie Desjardins à l'Assurance vie Desjardins-Laurentienne
- 1995 : Acquisition de la Compagnie d'assurance Æterna-Vie
- 2000 : Fusion de l'Assurance vie Desjardins-Laurentienne et de la Corporation d'assurance de personnes La Laurentienne
- 2001 : Fusion de l'Assurance vie Desjardins-Laurentienne et de L'Impériale
- 2002 : Création de Desjardins Sécurité financière
- 2006 : Acquisition de Groupe financier Performa
- 2009 : Restructuration et intégration au Mouvement Desjardins
- 2014 : Acquisition de State Farm Canada

### Sociétés fusionnées et portefeuilles acquis[sourceinsuffisante][12]
- La Prospérité
- La Sauvegarde
  - L'Économie Mutuelle-Vie
- Compagnie d'assurance vie Laurier
- Annuity Life Insurance
- Compagnon Assurance Voyage
- Les Coopérants
  - Mutuelle-Vie de l'UCC (portefeuilles d'assurance individuelle et d'assurance accident et contrats d'assurance collective)
  - La Société des Artisans canadiens-français
    - L'Union Saint-Joseph à Saint-Sauveur de Québec
    - L'Union Saint-Joseph de Lachine
    - L'Union Saint-Pierre
- La Laurentienne vie
  - L'Union du Commerce
  - La Prévoyance Compagnie d'assurance
    - Les Prévoyants du Canada
    - La Stabilité
- L'Impériale vie, Services financiers
- Æterna-vie
- Centre d'autorisation et de paiement des services de santé (CAPSS)
- Corporation d'assurance de personnes La Laurentienne
- Groupe financier Performa
- Financière MGI (FMGI) inc.

## Controverse
En 2015, Desjardins Sécurité Financière a fait face à un recours collectif concernant leur gestion de certains des produits de placement offerts. « Elle (Desjardins) aurait [...] omis d’informer les éventuels investisseurs qu’une partie du capital investi était utilisé pour effectuer des opérations financières risquées qui ont eu pour effet d’exposer ces placements aux fluctuations des marchés financiers, entraînant la perte de la totalité des sommes affectées au rendement ».